# Баусан (Торино)
Баусан је насеље у Италији у округу Торино, региону Пијемонт.
Према процени из 2011. у насељу је живело 105 становника. Насеље се налази на надморској висини од 537 м.